# محو الأمية في مجال الصحة العقلية

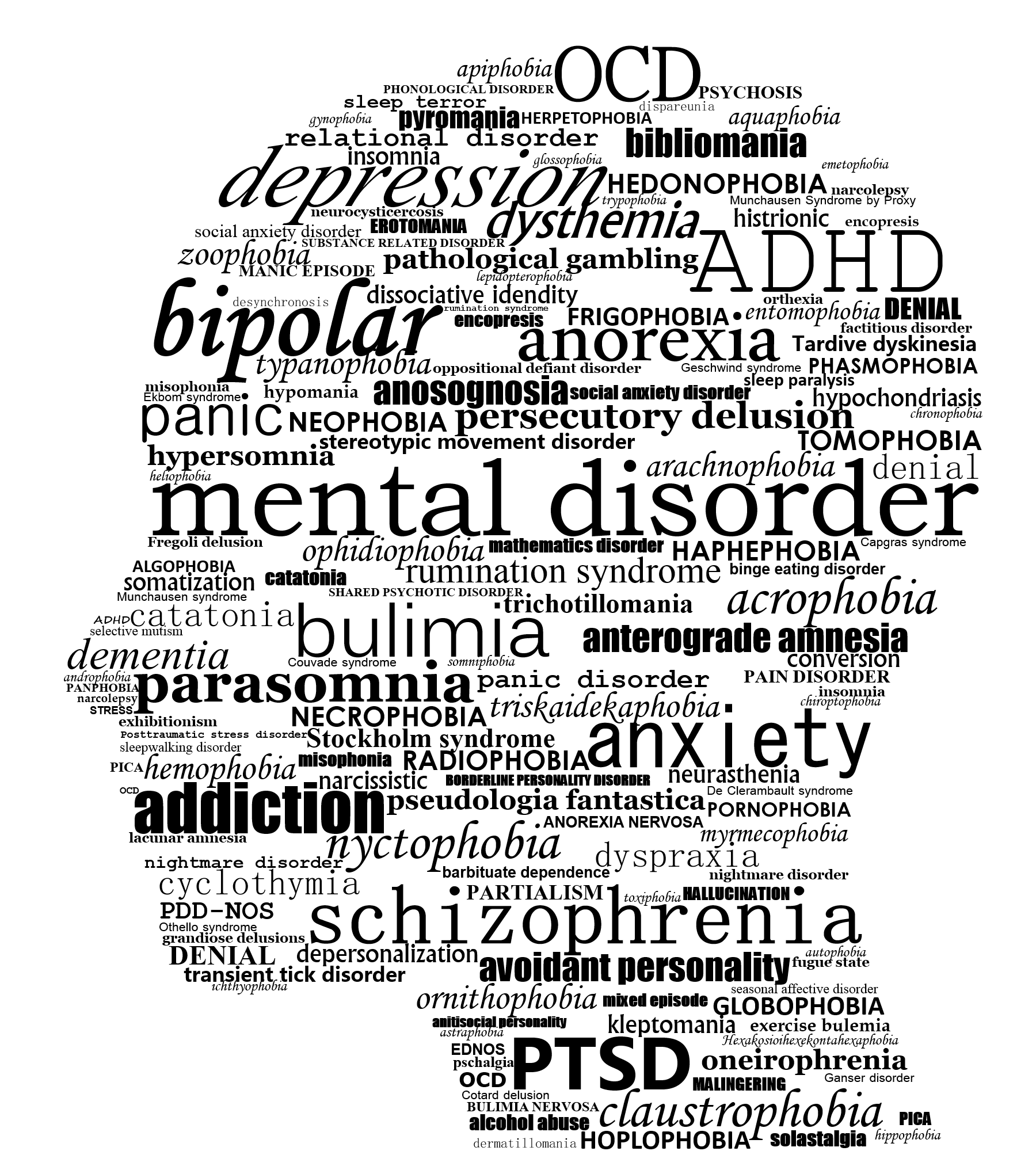

تم تعريف محو الأمية في مجال الصحة العقلية على أنها "المعرفة والمعتقدات المتعلقة بالاضطرابات النفسية التي تساعد على إدراكها أو إدارتها أو الوقاية منها. يشمل محو الأمية في الصحة العقلية القدرة على معرفة اضطرابات معينة، ومعرفة كيفية البحث عن معلومات عن الصحة العقلية ؛ ومعرفة عوامل الخطر وأسبابه والعلاجات الذاتية والمساعدة المهنية المتاحة والمواقف التي تعزز الاعتراف وطلب المساعدة المناسبة ". لقد استُمِد مفهوم محو الأمية في مجال الصحة العقلية من محو الأمية الصحية، والتي تهدف إلى زيادة معرفة المريض حول الصحة البدنية والأمراض والعلاجات.

## نطاقه
ينطوي التثقيف بالصحة النفسية على ثلاثة عناصر رئيسية: التعرف، والمعرفة، والسلوكيات. يوضح الإطار المفاهيمي للتثقيف في مجال الصحة النفسية الروابط بين هذه العناصر، إذ يصور كل منها باعتباره مجالًا مستهدفًا للقياس أو التدخل. يركز بعض الباحثون على عنصر واحد وحسب، بينما يولي باحثون آخرون اهتمامهم لعناصر متعددة أو للروابط الموجودة بين هذه العناصر. على سبيل المثال، قد يصب الباحث تركيزه على تعزيز القدرة على التعرف على الاضطرابات من خلال برنامج تعليمي، بينما يركز باحث آخر على دمج العناصر الثلاثة في برنامج واحد.

### التعرف
يُمكن تقسيم عنصر التعرف إلى قسمين، أولهما التعرف على الأعراض وثانيهما التعرف على المرض. يتمثل التعرف على الأعراض في القدرة على اكتشاف المعتقدات والسلوكيات والمظاهر الجسدية الأخرى للمرض النفسي، أي دون القدرة على تحديد الاضطراب الذي ترتبط به هذه الأعراض. يتجسد التعرف على المرض في حد ذاته في القدرة على تحديد الأعراض المرتبطة باضطراب معين، مثل الاضطراب الاكتئابي.
يُعتبر التعرف على الاختلاف بين المعرفة والسلوكيات جزءًا مهمًا من نطاق التثقيف بالصحة النفسية. تتركز بعض الجهود على تعزيز المعرفة، بينما ينظر بعض الباحثين إلى تغيير السلوكيات من خلال الحد من وصمة العار باعتبارها أكثر الأساليب فعاليةً لإحداث تغيير ملموس في الاستفادة من الرعاية الصحية النفسية. ينطوي كلا النهجين إجمالًا على فوائد متعلقة بتحسين النتائج.

### المعرفة
يُعتبر عنصر المعرفة أكبر العناصر التي ينطوي عليها التثقيف بالصحة النفسية، إذ تشتمل الموضوعات المهمة في الصحة النفسية على ما يلي:
- كيفية الحصول على المعلومات: أي الشبكات والأنظمة التي يستخدمها الأفراد للحصول على معلومات حول الاضطرابات النفسية. قد تشمل هذه الشبكات والأنظمة كل من الأصدقاء أو العائلة أو المعلمين أو بعض المصادر الأوسع مثل وسائل الترفيه أو وسائل التواصل الاجتماعي.

- عوامل الخطر: معرفة العوامل التي من شأنها أن تعرض الأفراد لخطر كبير في الإصابة باضطرابات نفسية معينة. قد تنطوي عوامل الخطر على البطالة وانخفاض الدخل وانعدام التعليم والتمييز والعنف.
- أسباب الاضطرابات النفسية.[6]
- أساليب العلاج الذاتية أو المساعدة الذاتية: أي ما يمكن للأفراد القيام به لمساعدة أنفسهم على التعافي دون استشارة المتخصصين، بما في ذلك قراءة كتب المساعدة الذاتية والاستفادة من وسائل الإعلام. تُعتبر العديد من أساليب العلاج الذاتية غير فعالة، بل يُعد بعضها ضارًا بسبب الافتقار إلى المعرفة الكافية.[7]
- المساعدة المهنية: معرفة مكان الحصول على المساعدة المهنية و/أو ماهية المساعدات المهنية المتاحة.

### السلوكيات
يُدرس عنصر السلوكيات ضمن قسمين فرعيين: السلوكيات المتعلقة بالاضطرابات النفسية أو الأشخاص الذين يعانون من هذه الاضطرابات، والسلوكيات المتعلقة بطلب المساعدة أو العلاج التخصصي. قد تختلف هذه السلوكيات بشكل جذري باختلاف الفرد، وغالبًا ما يكون قياسها أو استهدافها بالتدخل أمرًا صعبًا. وفي المقابل، يوجد مجموعة كبيرة من المؤلفات البحثية التي تتناول كلا القسمين الفرعيين، وذلك على الرغم من عدم وجود علاقة وثيقة بينها وبين التثقيف بالصحة النفسية.
تعترف الأبحاث الحديثة بسلبية السلوكيات المتباينة بين المتخصصين في مجال الصحة النفسية مقارنةً بتلك السلوكيات عند العامة، وذلك فيما يتعلق بالإنذار والنتائج طويلة الأمد واحتمالية التمييز. تختلف سلوكيات المتخصصين في مجال الصحة النفسية أيضًا فيما يتعلق بالتدخلات، إلا أن هذا التباين مرتبط بالتوجه المهني.

## النظرة العامة
أُجريت العديد من استطلاعات الرأي العام في عدد من البلدان بهدف التحقيق في موضوع التثقيف بالصحة النفسية. تشير هذه الاستطلاعات إلى أن التعرف على الاضطرابات النفسية معدوم، بالإضافة إلى كشفها عن انتشار المعتقدات السلبية المتعلقة بالعلاجات النفسية القياسية ولا سيما الدوائية. ومن ناحية أخرى، تنتشر النظرة الإيجابية تجاه الأساليب النفسية والتكميلية والمساعدة الذاتية. يميل العامة إلى تفضيل المساعدة الذاتية والتغييرات في نمط الحياة، على عكس التدخلات الطبية والأدوية النفسية.
تشتمل الآثار المتعلقة بسلوكيات العامة تجاه الاضطرابات النفسية على الصور النمطية السلبية والتحيز ووصمة العار. ونتيجةً لذلك، قد يؤثر هذا الأمر على سلوكيات طلب المساعدة، أو قد يسفر عن الفشل في التماس العلاج. خلصت إحدى الدراسات الاستقصائية الوطنية في كندا إلى ميل الشباب الذكور إلى التحكم بمشاكلهم فرديًا، إذ لا يُرجح لجوئهم إلى المساعدة الرسمية. يلعب أثر وسائل الإعلام دورًا كبيرًا في استمرارية العقليات السلبية تجاه الأمراض النفسية. سلطت إحدى الدراسات الحديثة الضوء على تحديد غالبية المشاركين وسائل الإعلام مصدرًا أساسيًا لمعتقداتهم حول ارتباط المرض النفسي بالعنف، إذ وضحت هذه الدراسة انتشار هذه المعتقدات تجاه الأمراض النفسية الخطيرة خصوصًا. ازداد الخوف وتصورات الخطر المرتبطين بالأمراض النفسية على مدار العقود القليلة الماضية، ويعود السبب في ذلك إلى الأمراض النفسية الخطيرة مثل الفصام، أي التي من شأنها أن ترتبط بالعنف أو أذى الآخرين. تقف هذه المعتقدات والسلوكيات في وجه طلب المساعدة المهنية الفردية وطلب الدعم من الآخرين.

## المقاييس
قاس الباحثون جوانب التثقيف بالصحة النفسية من خلال عدة طرق. تشتمل المنهجيات الشائعة على الدراسات الانطباعية (Vignette) واختبارات الإنجاز. يقيس هذا النوع من الدراسات التثقيف بالصحة النفسية من خلال تقديم طرح قصة موجزة ومفصلة عن فرد (أو أفراد) يعاني من مشكلة صحية نفسية، ثم تُطرح بعض الأسئلة على المشاركين لتحديد المشكلة التي يواجهها الفرد، وقد تُطرح أسئلة أخرى متعلقة بالأساليب التي يمكن للفرد استخدامها لمساعدة نفسه.
تقيس اختبارات الإنجاز التثقيف بالصحة النفسية من خلال سلسة، إذ تشير الدرجات الأعلى في الاختبار إلى معرفة أو فهم أكبر بمفهوم ما. يمكن تنسيق اختبارات الإنجاز باستخدام معايير الاختيار من متعدد، أو صواب/خطأ، أو غيرها من المقاييس الكمية.
وُضعت مقاييس مختلفة لقياس العناصر التي ينطوي عليها التثقيف بالصحة النفسية، إلا أنه لا يُمكن التحقق من فعاليتها. يجري قياس التثقيف بالصحة النفسية لدى جميع السكان المتفاوتين في فئاتهم العمرية وثقافتهم ومهنهم. ركزت معظم الدراسات على البالغين والشباب، على الرغم من كون مسألة تثقيف الأطفال بالصحة النفسية محور الجهود الوقائية.